# Casa Elena
La casa Elena és una masia de Vilassar de Dalt (Maresme), que actualment fa les funcions de masoveria de Les Quatre Torres.

## Història i descripció
Construïda probablement al segle xviii, és de planta rectangular i consta de planta baixa i pis. La coberta és de teules àrabs a dues aigües i el carener perpendicular a la façana principal, orientada al sud-est. Consta de dos cóssos i un annex adossat a la façana oriental, amb el carener paral·lel. La façana es compon a partir de dos eixos de verticalitat delimitats per les obertures: en planta baixa destaca el portal d'arc escarser però amb maons posats a sardinell imitant el punt rodó; els brancals són de pedra granítica. Al costat hi ha una altra porta més petita amb una obertura al damunt mateix. Les finestres del primer pis són senzilles i de llinda recta, amb els ampits de maons. Entre les dues portes hi ha un pedrís.